# Prašník
Prašník es un municipio del distrito de Piešťany, en la región de Trnava, Eslovaquia. Según el censo de 2021, tiene una población de 812 habitantes.
Está ubicado en el centro-este de la región, cerca del río Váh (cuenca hidrográfica del Danubio) y de la región de Nitra.

## Demografía
| Año        | 1994 | 2004    | 2014    | 2024    |
| ---------- | ---- | ------- | ------- | ------- |
| Población  | 896  | 851     | 854     | 823     |
| Diferencia |      | −5,02 % | +0,35 % | −3,62 % |

| Año        | 2023 | 2024    |
| ---------- | ---- | ------- |
| Población  | 812  | 823     |
| Diferencia |      | +1,35 % |